# Arquidiócesis de Tunja
La arquidiócesis de Tunja (en latín: Archidioecesis Tunquensis) es una circunscripción eclesiástica de la Iglesia católica en Colombia. Se trata de una arquidiócesis latina, sede metropolitana de la provincia eclesiástica de Tunja. Desde el 10 de febrero de 2020 su arzobispo es Gabriel Ángel Villa Vahos.

## Territorio y organización

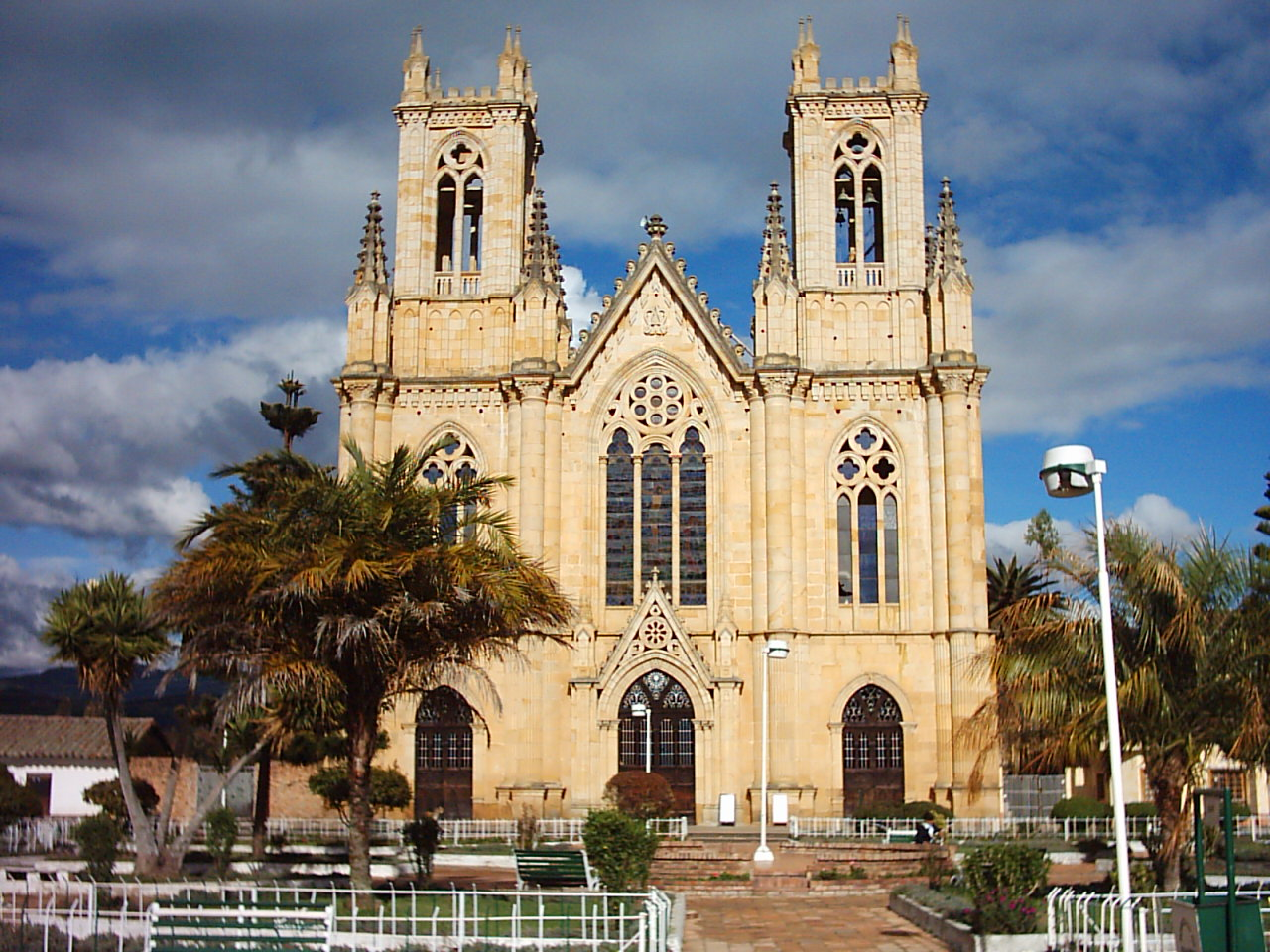
Basílica menor de Nuestra Señora de las Nieves, en Firavitoba

La arquidiócesis tiene 3379 km² y extiende su jurisdicción sobre los fieles católicos de rito latino residentes en 27 municipios del departamento de Boyacá: Aquitania, Boyacá, Chiquiza, Chivatá, Ciénega, Cómbita, Cucaita, Cuítiva, Firavitoba, Iza, Motavita, Nuevo Colón, Oicatá, Paipa, Pesca, Samacá, Siachoque, Sora, Soracá, Sotaquirá, Toca, Tota, Tunja, Turmequé, Tuta, Ventaquemada y Viracachá.

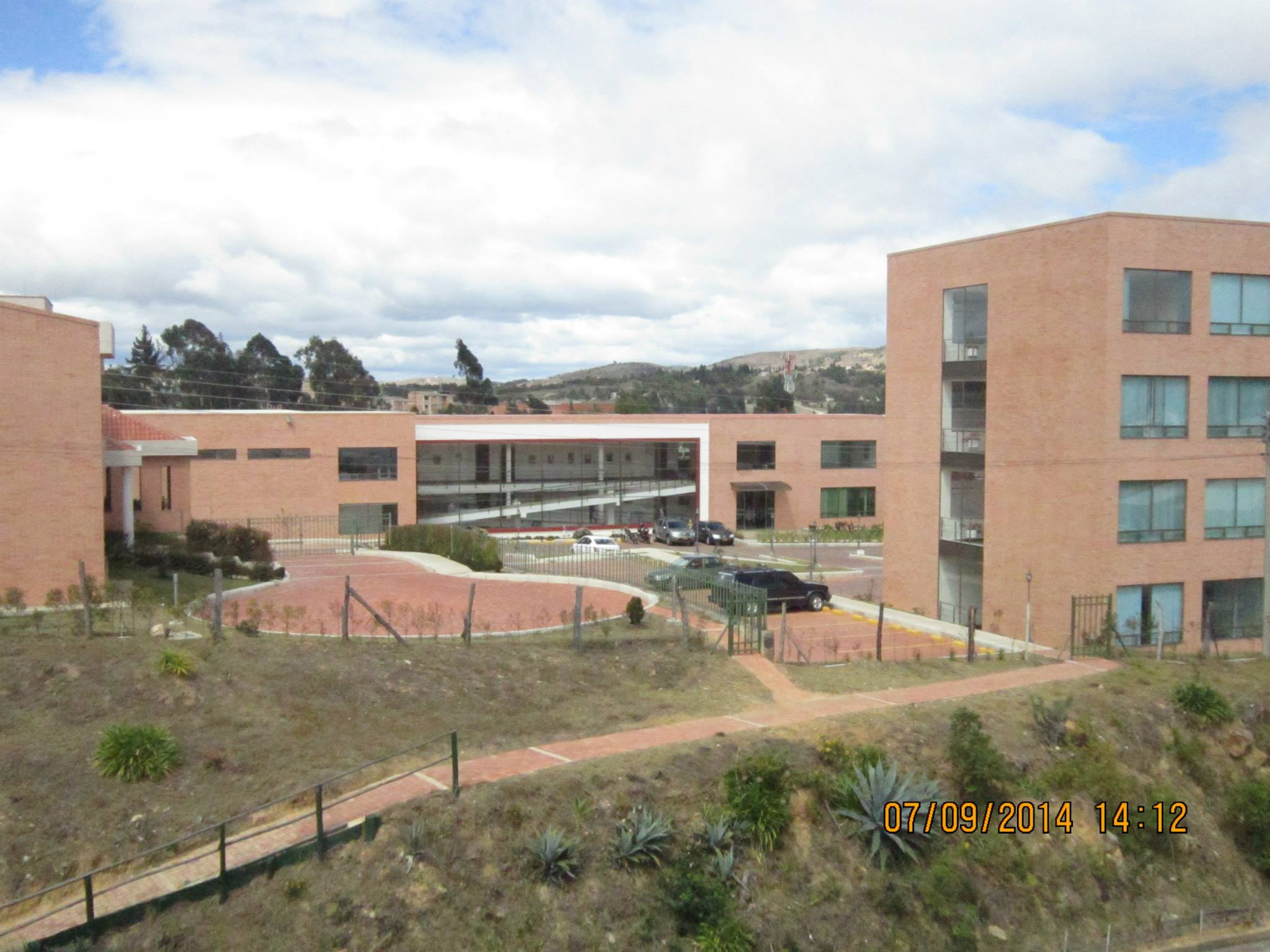
Planta física de la arquidiócesis de Tunja

La sede de la arquidiócesis se encuentra en la ciudad de Tunja, en donde se halla la Catedral basílica de Santiago Apóstol. En Firavitoba se halla la basílica menor de Nuestra Señora de las Nieves.

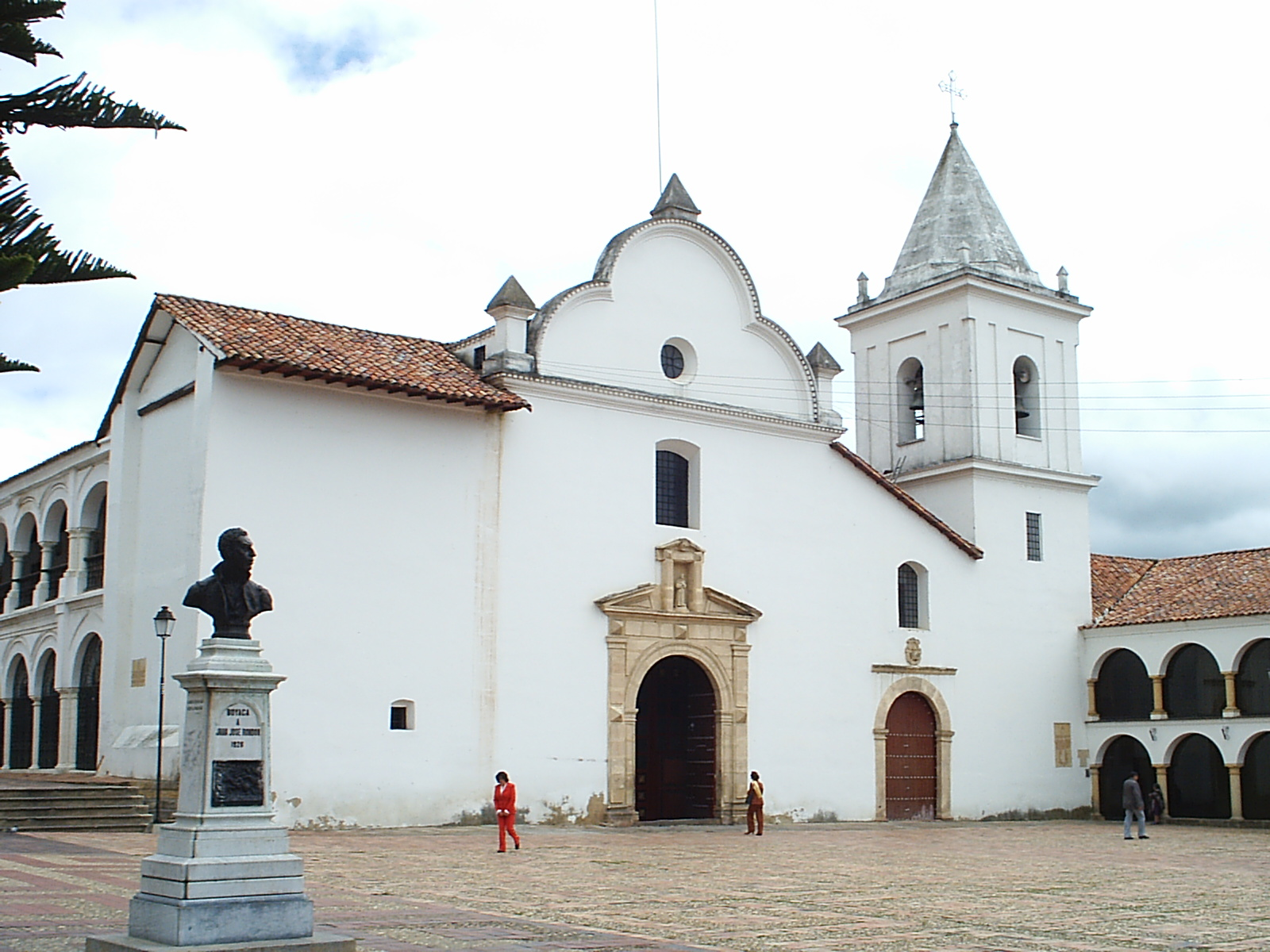
Iglesia de San Francisco, en Tunja

La arquidiócesis tiene como sufragáneas a las diócesis de Chiquinquirá, Duitama-Sogamoso,Garagoa y Yopal. La provincia eclesiástica tiene agregado al vicariato apostólico de Trinidad, inmediatamente sujeto a la Santa Sede.
En 2022 en la arquidiócesis existían 64 parroquias.

## Historia
La diócesis de Tunja fue erigida el 29 de julio de 1880 mediante la bula Infinitus amor del papa León XIII, derivando su territorio de la arquidiócesis de Santafé de Bogotá (hoy arquidiócesis de Bogotá), de la que originalmente era sufragánea. La nueva diócesis comprendía las provincias de Tunja, Tundama, Vélez, Socorro y Casanare. Ante la demora de la designación del primer obispo, el arzobispo de Bogotá nombró como obispo-gobernador a Moisés Higuera, quien desempeñaba el cargo de obispo auxiliar del arzobispado con residencia en Tunja.
El 17 de julio de 1893 cedió una parte de su territorio para la erección del vicariato apostólico de Casanare (suprimido en 1999) mediante el breve Romani Pontífices del papa León XIII.
El 7 de marzo de 1955 cedió una parte de su territorio para la erección de la diócesis de Duitama (hoy diócesis de Duitama-Sogamoso) mediante la bula Idem ardens del papa Pío XII.
El 27 de octubre de 1962 cedió otra porción de su territorio a la diócesis de Barrancabermeja mediante la bula Divina Christi verba del papa Juan XXIII.
El 20 de junio de 1964 fue elevada al rango de arquidiócesis metropolitana mediante la bula Immensa Christi del papa Pablo VI.
El 26 de abril de 1977 cedió otras porciones de su territorio para la erección por el papa Pablo VI de las diócesis de Chiquinquirá (mediante la bula Qui Divino Consilio) y Garagoa (mediante la bula Cum Venerabilis).

## Estadísticas
Según el Anuario Pontificio 2023 la arquidiócesis tenía a fines de 2022 un total de 273 510 fieles bautizados.
| Año                                                                             | Población            | Población | Población      | Sacerdotes | Sacerdotes    | Sacerdotes    | Bautizados por sacerdote | Diáconos permanentes | Religiosos | Religiosos | Parroquias |
| Año                                                                             | Bautizados católicos | Total     | % de católicos | Total      | Clero secular | Clero regular | Bautizados por sacerdote | Diáconos permanentes | Varones    | Mujeres    | Parroquias |
| ------------------------------------------------------------------------------- | -------------------- | --------- | -------------- | ---------- | ------------- | ------------- | ------------------------ | -------------------- | ---------- | ---------- | ---------- |
| 1950                                                                            | 900 000              | 900 000   | 100.0          | 232        | 163           | 69            | 3879                     |                      | 244        | 334        | 110        |
| 1966                                                                            | 609 950              | 612 200   | 99.6           | 208        | 159           | 49            | 2932                     |                      | 84         | 421        | 85         |
| 1970                                                                            | 598 039              | 598 039   | 100.0          | 190        | 146           | 44            | 3147                     |                      | 79         | 286        | 87         |
| 1976                                                                            | 700 000              | 720 000   | 97.2           | 201        | 157           | 44            | 3482                     |                      | 71         | 412        | 93         |
| 1980                                                                            | 317 988              | 321 200   | 99.0           | 93         | 72            | 21            | 3419                     |                      | 38         | 147        | 42         |
| 1990                                                                            | 360 000              | 400 000   | 90.0           | 98         | 84            | 14            | 3673                     | 2                    | 21         | 116        | 42         |
| 1999                                                                            | 300 000              | 340 000   | 88.2           | 127        | 111           | 16            | 2362                     | 3                    | 18         | 156        | 51         |
| 2000                                                                            | 280 000              | 320 000   | 87.5           | 128        | 112           | 16            | 2187                     | 3                    | 17         | 156        | 52         |
| 2001                                                                            | 300 000              | 340 000   | 88.2           | 118        | 102           | 16            | 2542                     | 3                    | 17         | 154        | 52         |
| 2002                                                                            | 300 000              | 340 000   | 88.2           | 126        | 106           | 20            | 2380                     | 3                    | 21         | 156        | 52         |
| 2003                                                                            | 240 000              | 281 500   | 85.3           | 140        | 119           | 21            | 1714                     | 3                    | 24         | 151        | 53         |
| 2004                                                                            | 260 000              | 300 000   | 86.7           | 143        | 115           | 28            | 1818                     | 3                    | 54         | 137        | 54         |
| 2010                                                                            | 237 000              | 278 000   | 85.3           | 143        | 121           | 22            | 1657                     | 9                    | 44         | 106        | 56         |
| 2014                                                                            | 249 000              | 290 000   | 85.9           | 165        | 141           | 24            | 1509                     | 14                   | 40         | 104        | 62         |
| 2017                                                                            | 257 600              | 300 000   | 85.9           | 170        | 144           | 26            | 1515                     | 13                   | 36         | 92         | 62         |
| 2020                                                                            | 265 800              | 309 900   | 85.8           | 169        | 146           | 23            | 1572                     | 14                   | 31         | 62         | 64         |
| 2020                                                                            | 265 800              | 309 900   | 85.8           | 169        | 146           | 23            | 1572                     | 14                   | 31         | 62         | 64         |
| 2022                                                                            | 273 510              | 320 000   | 85.5           | 181        | 146           | 35            | 1511                     | 14                   | 39         | 57         | 64         |
| Fuente: Catholic-Hierarchy, que a su vez toma los datos del Anuario Pontificio. |                      |           |                |            |               |               |                          |                      |            |            |            |

## Episcopologio
- Severo García † (18 de noviembre de 1881-19 de abril de 1886 renunció[nota 1])
- Giuseppe Benigno Perilla † (17 de marzo de 1887-13 de marzo de 1903 falleció)
  - Sede vacante (1903-1905)
- Eduardo Maldonado Calvo † (24 de julio de 1905-31 de marzo de 1932 falleció)
- Crisanto Luque Sánchez † (9 de septiembre de 1932-14 de julio de 1950 nombrado arzobispo de Bogotá)
- Ángel María Ocampo Berrío, S.I. † (6 de diciembre de 1950-20 de febrero de 1970 renunció[nota 2])
- Augusto Trujillo Arango † (20 de febrero de 1970-2 de febrero de 1998 retirado)
- Luis Augusto Castro Quiroga, I.M.C. † (2 de febrero de 1998-11 de febrero de 2020 retirado)
- Gabriel Ángel Villa Vahos, desde el 10 de febrero de 2020[nota 3]